# Emanuel Hahn
Emanuel Otto Hahn, né le 30 mai 1881 à Reutlingen, royaume de Wurtemberg et mort le 14 février 1957 à Toronto, Ontario, Canada, est un sculpteur et graveur médailleur canadien. Il fait partie des fondateurs de la société des sculpteurs du Canada (en) en 1928.

## Biographie
Emanuel Hahn naît à Reutlingen, en royaume de Wurtemberg, et déménage avec sa famille à Toronto en 1888. Il étudie à la Central Technical School (en) et à l'Ontario College of Art de 1899 à 1903. En 1901, il est engagé par la McIntosh Marble and Granite Company et créé pour elle des reliefs en bronze sur divers monuments dont ceux du monument dédié à Robert Burns, dans les jardins Allan de Toronto. Il travaille ensuite pour la Canada Foundry Company. En novembre 1903, il part pour Stuttgart, en Allemagne, suit des cours à la Kunstgewerbeschule et à la Technische Hochschule (de), l'école polytechnique, et fait un stage dans le studio d'un sculpteur membre de l'académie des beaux-arts.
En août 1906, il commence à travailler pour la Thomson Monument Company. En 1908 il devient assistant de Walter Seymour Allward, participant à la construction du South African War Memorial (en) de Toronto, du Bell Telephone Memorial (en) à Brantford et du Lafontaine-Baldwin Monument à Ottawa. En 1912, il devient professeur à l'Ontario College of Art, et y dirige le département de sculpture jusqu'à sa retraite en 1951.
En 1926, Emanuel Hahn épouse Elizabeth Wyn Wood, une de ses anciennes élèves.

### Travaux

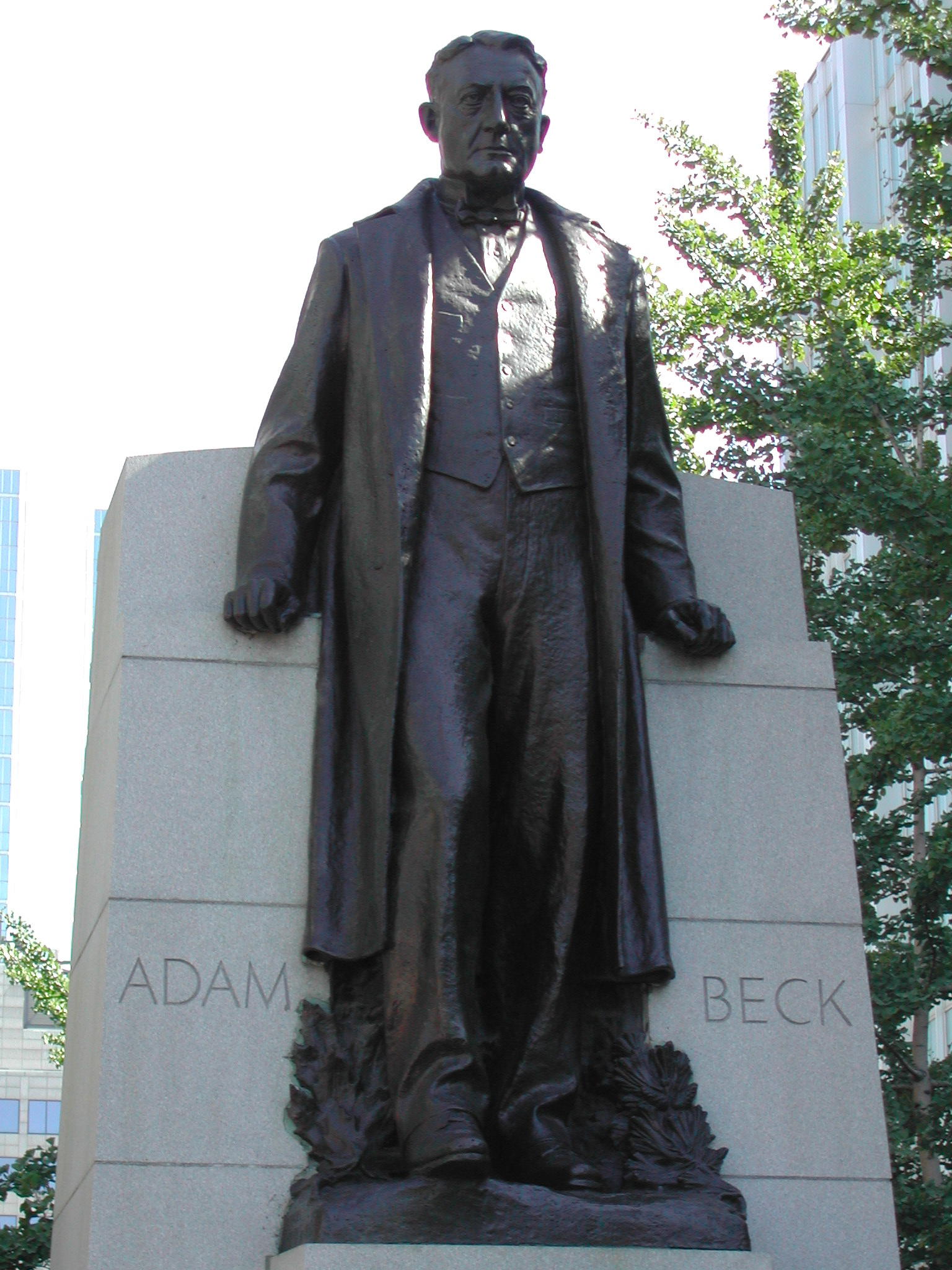
Adam Beck Memorial (en) (1934) à Toronto
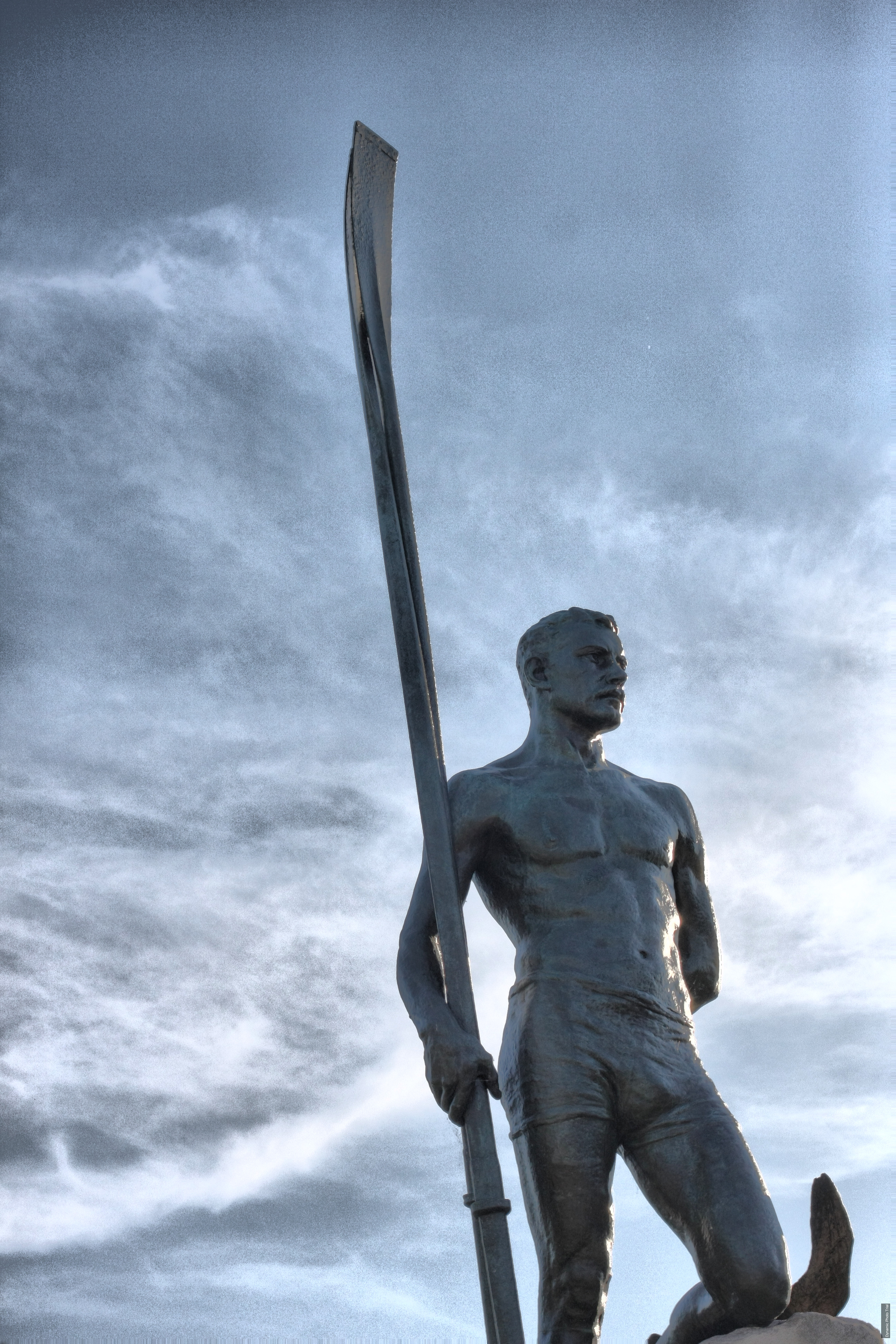
Monument dédié à Ned Hanlan sur les îles de Toronto
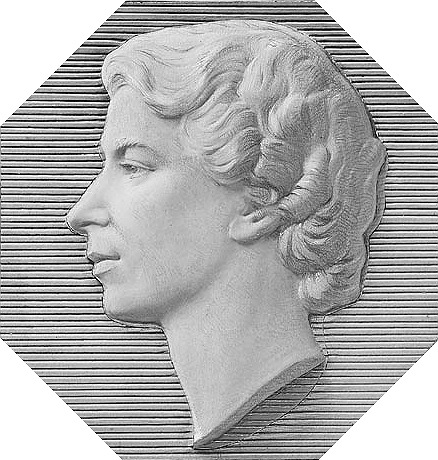
Portrait officiel canadien d'Élisabeth II
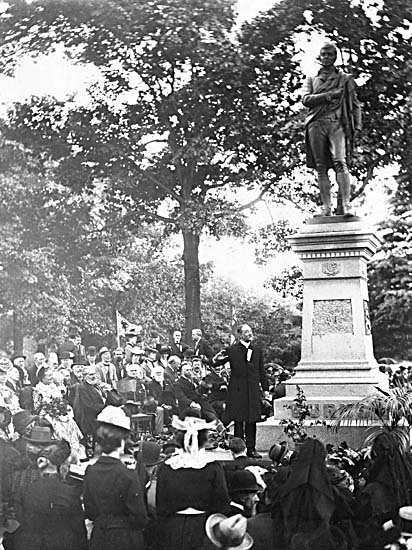
Statue de Robert Burns aux jardins Allan, à Toronto
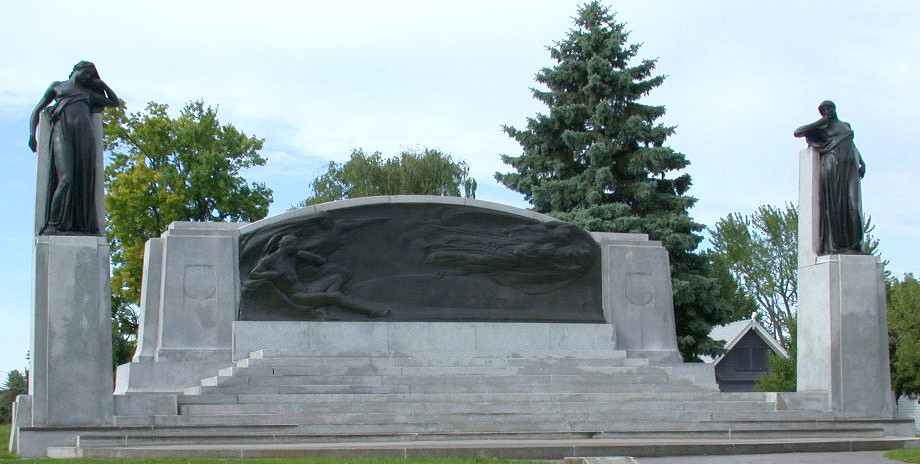
Bell Telephone Memorial (en), monument pour lequel Hahn a travaillé avec W.S. Allward
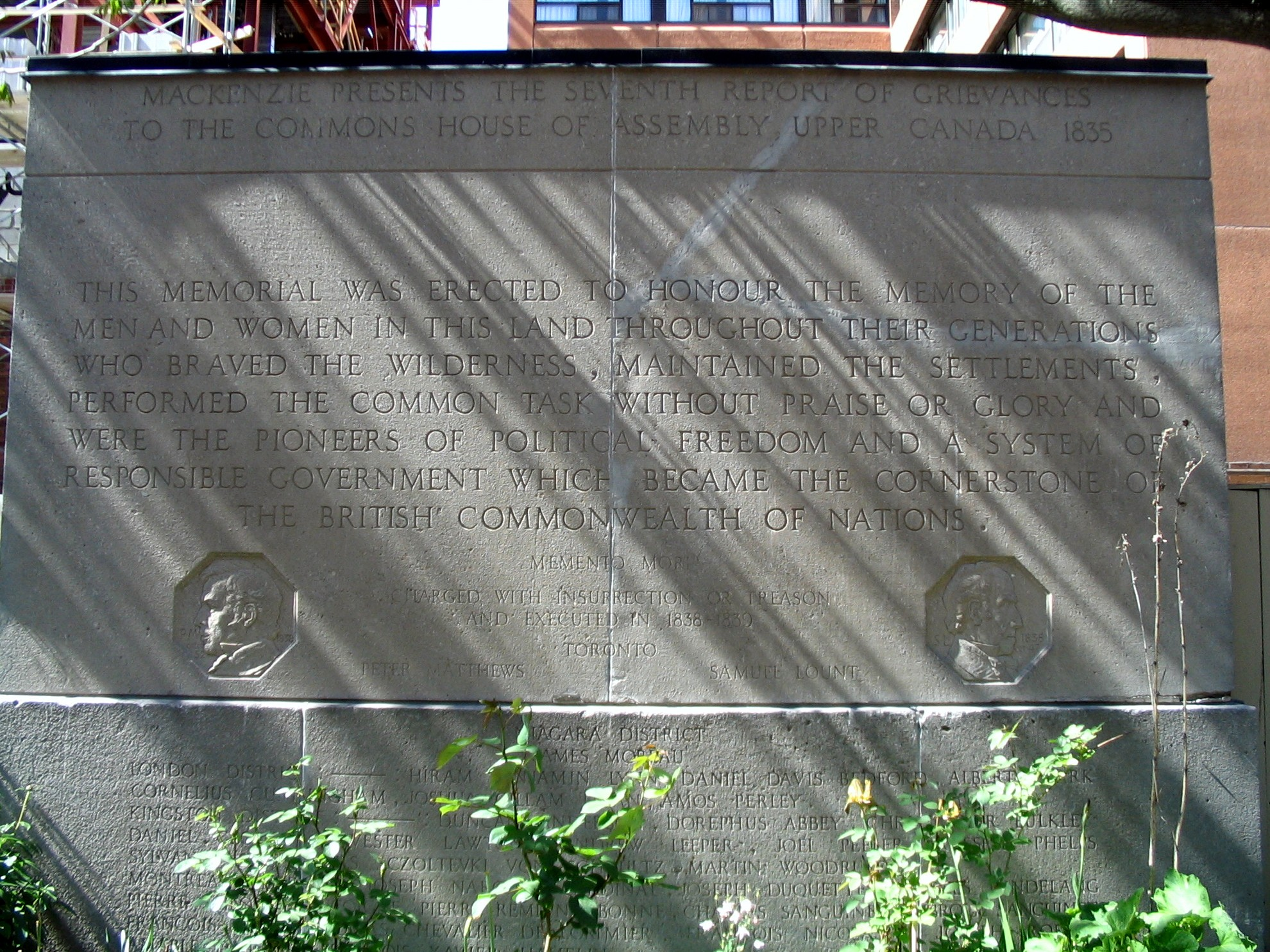
Mackenzie Panels (1938) dans le jardin de la Mackenzie House (en), à Toronto

Emanuel Hahn est aussi graveur médailleur. Certaines de ses pièces sont toujours en circulation en 2005.